# Либубан, Жан-Батист
Жан-Батист Либубан (фр. Jean-Baptiste Libouban, 24 февраля 1935, XVII округ Парижа — 14 июня 2021, Безансон) — французский профсоюзный деятель. Он был членом Сообщества Ковчега, с 1990 по 2005 год был его самым высокопоставленным членом, и начал движение за активизм против генной инженерии.

## Биография
Либубан родился в Париже в 1935 году в бретонской семье из Плугрескана. Он был сыном Жюля Либубана и Сюзанны Греле. Он учился в Страсбурге, где познакомился с Ланца дель Васто и стал участником Сообщества Ковчега в Боллене. 
Во время службы в рамках обязательного призыва во французские вооружённые силы Либубан служил медбратом, чтобы ему не приходилось носить оружие. За отказ присоединиться к команде десантников его посадили на шесть недель. Затем он прослужил 27 месяцев на Алжирской войне, сначала в госпитале, а затем в школе. После службы и женитьбы на алжирке он присоединился к Сообществу Ковчега в 1963 году. В Общине он работал учителем и плотником. В течение многих лет он жил в общине Ла Флейсьер в Жонселе, ведя простую жизнь.
Либубан принял участие в нескольких ненасильственных демонстрациях, таких как митинг против создания французской атомной бомбы, а также в акции фермеров «Борьба за Ларзак». Он также боролся за права канаков в Новой Каледонии и активно выступал против войны в Персидском заливе и войны в Ираке. Он был активистом против генной инженерии, организовал и принял участие в митинге Ларзак 2003.
Многие из его протестов были сочтены незаконными и он был осуждён Апелляционным судом Тулузы 8 ноября 2005 года за уничтожение участка земли с генетически модифицированной кукурузой, которое произошло 25 июля 2004 года в Манвиле. После неудачной апелляции в Кассационный суд он был вынужден выплатить 9000 евро в качестве компенсации за ущерб трём компаниям. 11 марта 2008 года его заставили заплатить штраф в один евро за отказ пройти тест ДНК, в результате чего он предстал перед уголовным судом в Монпелье. Однако 22 октября 2008 года он был освобождён.
Жан-Батист Либубан умер в Безансоне 14 июня 2021 года в возрасте 86 лет.

## Труды
- Les Communautés de l'Arche : "Plutôt que de prêcher, mieux valait agir" (1990)
- Éthique ou manière d'agir (1996)
- Lanza del Vasto : Éveilleur et combattant (2001)
- Une initiative féconde : Jeûne à la porte de l'O.N.U. (2004)
- Préparation corporelle à la non-violence active (2006)
- Le Jeûne, action civique (2006)[12]